# Zalîvne, Novomîkolaiivka
Zalîvne (în ucraineană Заливне) este un sat în comuna Terseanka din raionul Novomîkolaiivka, regiunea Zaporijjea, Ucraina.

## Demografie
Componența lingvistică a localității Zalîvne
     Ucraineană (95,66%)
     Rusă (4,34%)
Conform recensământului din 2001, majoritatea populației localității Zalîvne era vorbitoare de ucraineană (95,66%), existând în minoritate și vorbitori de rusă (4,34%).